# 平田 (名古屋市)
平田（ひらた）は、愛知県名古屋市西区の地名。

## 歴史

### 沿革
- 1889年（明治22年）10月1日 - 市制町村制下の西春日井郡平田村となる[3]。
- 1906年（明治39年）7月16日 - 合併により、西春日井郡山田村大字平田となる[3]。
- 1955年（昭和30年）10月1日 - 合併により、名古屋市西区山田町大字平田となる[3]。
- 1972年（昭和47年）11月21日 - 西区丸野一丁目・丸野二丁目・山木一丁目・山木二丁目・円明町・平出町・城町・平中町・木前町・見寄町・上橋町・西原町・城西町・野南町・浮野町・中沼町・長先町・十方町・新木町にそれぞれ編入される[4]。
- 1985年（昭和60年）5月7日 - 西区浮野町・中沼町にそれぞれ編入される[3]。